# طموه
طموه هي إحدى القرى التابعة لمركز أبو النمرس في محافظة الجيزة في جمهورية مصر العربية. حسب إحصاء السكان لعام 2006، بلغ إجمالي السكان في طموه 21,689 نسمة، منهم 11212 رجل و10477 امرأة.

## الخدمات
تقلصت الرقعة الزراعية في القرية بشكل ضخم، بسبب توسع البناء على الأراضي الزراعية، كما تعاني القرية من تدهور الخدمات والبنية التحتية نتيجة البناء غير المدروس.
كذلك تعاني القرية من مشكلة تراكم القمامة، وعدم وجود نظام صرف للمياه، فتتحول الطرق إلى برك موحلة بعد الأمطار.